# Brescia Calcio
Brescia Calcio, zkráceně jen Brescia byl italský fotbalový klub hrající v sezóně 2024/25 ve 2. italské fotbalové lize sídlil ve městě Brescia v regionu Lombardie. Po sezoně 2024/25 klub ohlásil bankrot a tímpadem zanikl. 
Klub byl založen v roce 1911 a za jejich dres nastupovali hráči jako Roberto Baggio, Pep Guardiola, Gheorghe Hagi, Luca Toni, Alessandro Altobelli či Andrea Pirlo.

## Změny názvu klubu
- 1911/12 – 1935/36 – FBC Brescia (Foot Ball Club Brescia)
- 1936/37 – 1975/76 – AC Brescia (Associazione Calcio Brescia)
- 1976/77 – Brescia Calcio (Brescia Calcio)

## Získané trofeje

### Vyhrané domácí soutěže
- 2. italská liga (4×)

1964/65, 1991/92, 1996/97, 2018/19
- 3. italská liga (2×)

1938/39, 1984/85

## Historie
Klub byl založen 17. července 1911 když se sloučili 2 studentské kluby s Brescie, Victoria a Unione Sportiva Bresciana e Gimnasium a dali mu název  Foot Ball Club Brescia. V sezoně 1919/20 klub hraje nejvyšší soutěž. V sezóně 1929/30 byl klub jedním z klubů, které se zúčastnily prvního ročníku Serie A, hraného podle dnešního formátu a ročník zakončila na deváté příčce. Hrál ji tři sezony po sobě a potom sestoupil do druhé ligy. Hrál ji jednu sezonu a hned postoupil z 2. místa. Do konce války ji hrál 3 sezony. Nejvyšší ligu opět hrál v sezoně 1946/47, ale vydržel ji hrát jen jednu sezonu. Od sezony 1947/48 do 1964/65 hraje druhou ligu. Klub hrál střídavě nejvyšší a druhou ligu a jen pouze ve čtyřech sezónách hrál třetí ligu. Prvně ji hrál v sezoně 1938/39 a tři sezony po sobě: 1982/83 až 1984/85.
Prvně evropské poháry hráli v roce 2001 a to o pohár Pohár Intertoto. Došli až do finále. Další účast byla v roce 2003 a došli do 3. kola.
V nejvyšší soutěži klub hrál celkem 35 sezon (nejdéle pět sezon po sobě 2000/01 - 2004/05). Nejlepší umístění je 8. místo v sezoně 2000/01. V Italském poháru je největší úspěch semifinále v sezoně 2001/02. V sezoně 2024/25 klub zbankrotoval a zanikl.
Ve druhé lize klub odehrál 66 sezon (nejvíce ze všech) a vyhrál ji 4×.

## Účast v ligách
| Úroveň soutěže | Název soutěže (nynější název) | První hraná sezona | Poslední hraná sezona | celkem odehraných sezon |
| -------------- | ----------------------------- | ------------------ | --------------------- | ----------------------- |
| 1              | Serie A                       | 1913/14            | 2019/20               | 35                      |
| 2              | Serie B                       | 1932/33            | 2024/25               | 66                      |
| 3              | Serie C                       | 1938/39            | 1984/85               | 4                       |

Historická tabulka Serie A od sezony 1929/30 do 2023/24.
| Celkové místo | Odehraných sezon | Celkem bodů | Celkem zápasů | Celkem výher | Celkem remíz | Celkem proher | Celkové skore |
| ------------- | ---------------- | ----------- | ------------- | ------------ | ------------ | ------------- | ------------- |
| 22            | 23               | 685         | 774           | 194          | 225          | 355           | 790:1123      |

## Fotbalisté

### Tabulky

#### Podle oficiálních zápasů
| Počet utkání | Počet utkání      | Počet utkání |  | Počet branek | Počet branek            | Počet branek |
| Pořadí       | Jméno             | Počet        |  | Pořadí       | Jméno                   | Počet        |
| 1.           | Stefano Bonometti | 421          |  | 1.           | Andrea Caracciolo       | 173          |
| 2.           | Egidio Salvi      | 401          |  | 2.           | Virginio De Paoli       | 102          |
| 3.           | Andrea Caracciolo | 400          |  | 3.           | Luigi Giuseppe Giuliani | 84           |
| 4.           | Carlo Albini      | 327          |  | 4.           | Dario Hübner            | 75           |
| 5.           | Antonio Filippini | 281          |  | 5.           | Tullio Gritti           | 71           |

### Rekordní přestupy
| Nákup  | Nákup             | Nákup     | Nákup     | Nákup          |  | Prodej | Prodej            | Prodej    | Prodej   | Prodej          |
| Pořadí | Jméno             | sezona    | klub      | částka         |  | Pořadí | Jméno             | sezona    | klub     | částka          |
| 1.     | Andrea Caracciolo | 2007/2008 | Sampdoria | 7,05 mil. Euro |  | 1.     | Sandro Tonali     | 2021/2022 | Milán    | 15,75 mil. Euro |
| 2.     | Jesse Joronen     | 2019/2020 | Kodaň     | 5 mil. Euro    |  | 2.     | Matuzalém         | 2004/2005 | Šachtar  | 14 mil. Euro    |
| 3.     | Luca Toni         | 2001/2002 | Vicenza   | 5 mil. Euro    |  | 3.     | Andrea Caracciolo | 2005/2006 | Palermo  | 9 mil. Euro     |
| 4.     | Dario Dainelli    | 2001/2002 | Empoli    | 4,65 mil. Euro |  | 4.     | Savio Nsereko     | 2008/2009 | West Ham | 8,5 mil. Euro   |
| 5.     | Stephen Appiah    | 2002/2003 | Parma     | 4,55 mil. Euro |  | 5.     | Stephen Appiah    | 2003/2004 | Juventus | 8 mil. Euro     |

### Na velkých turnajích

#### Účastníci Mistrovství světa
- Albert Brülls (MS 1966)
- Gheorghe Hagi (MS 1994)
- Gilberto Martínez (MS 2006)
- Fran Karačić (MS 2022)

#### Účastníci Mistrovství Evropy
- Ioan Sabău (ME 1996)
- Jesse Joronen (ME 2020)
- Aleš Matějů (ME 2020)

#### Účastníci Copa América
- Jhon Chancellor (CA 2021)

#### Vítěz Olympijských her
- Corrado Tamietti (OH 1936)

#### Účastníci Olympijských her
- Giovanni Azzini (OH 1952)
- Armando Favalli (OH 1960)
- Luca Luzardi (OH 1992)
- Simone Del Nero (OH 2004)
- Emiliano Viviano (OH 2008)
- Danny Szetela (OH 2008)
- Fabio Daprelà (OH 2012)
- Omar El Kaddouri (OH 2012)

## Česká stopa

### Trenéři
- Antonín Fivébr (1920)
- Zdeněk Zeman (2006)

### Hráči
- Pavel Srniček (2000–2003)
- Libor Kozák (2009/10)
- Aleš Matějů (2018–2022)
- Jaromír Zmrhal (2019–2021)